# 汪发缵
汪发缵（1899年—1985年），男，安徽祁门人，中国植物分类学家，中国科学院昆明植物研究所研究员。